# 京都市観光協会
公益社団法人京都市観光協会（こうえきしゃだんほうじんきょうとしかんこうきょうかい、DMO KYOTO）は京都府京都市にある観光協会。登録DMOであり、小京都と呼ばれる地域が参加する全国京都会議の事務局を担当する。英語名はKyoto City Tourism Association（KTA）。
京都地域の観光振興を目的に、情報発信・紹介宣伝、閑散期対策を中心とした企画実施、観光案内等の接遇、会員に対する情報提供・支援などを行う。会報誌として京観協だよりを発行している。

## 沿革
沿革は以下の通り。
- 1960年 - 設立。
- 1961年 - 社団法人化。
- 1967年 - 京都観光のオフシーズンである冬のキャンペーンとして「京の冬の旅」事業を開始。
- 1976年 - 京都観光のオフシーズンである夏のキャンペーンとして「京の夏の旅」事業を開始。
- 1985年 - 全国京都会議が結成。
- 2012年 - 公益社団法人に移行。
- 2017年 - 京都文化交流コンベンションビューローから国際誘客事業を譲受。観光地域づくり法人（日本版DMO）に登録。

## 歴代の会長
歴代の会長は以下の通り。
- 石川芳次郎（1961 - ）
- 白石古京（1971 - ）
- 坂上守男
- 道端進（ - 2008）
- 柏原康夫（2008 - 2020）[3]
- 田中誠二（2020 - ）

## 受賞
- 2021年 - PM Award（特別賞「NTTデータユニバーシティ クリエイティブデザイン賞」）[4]